# Almagro (Spanien)

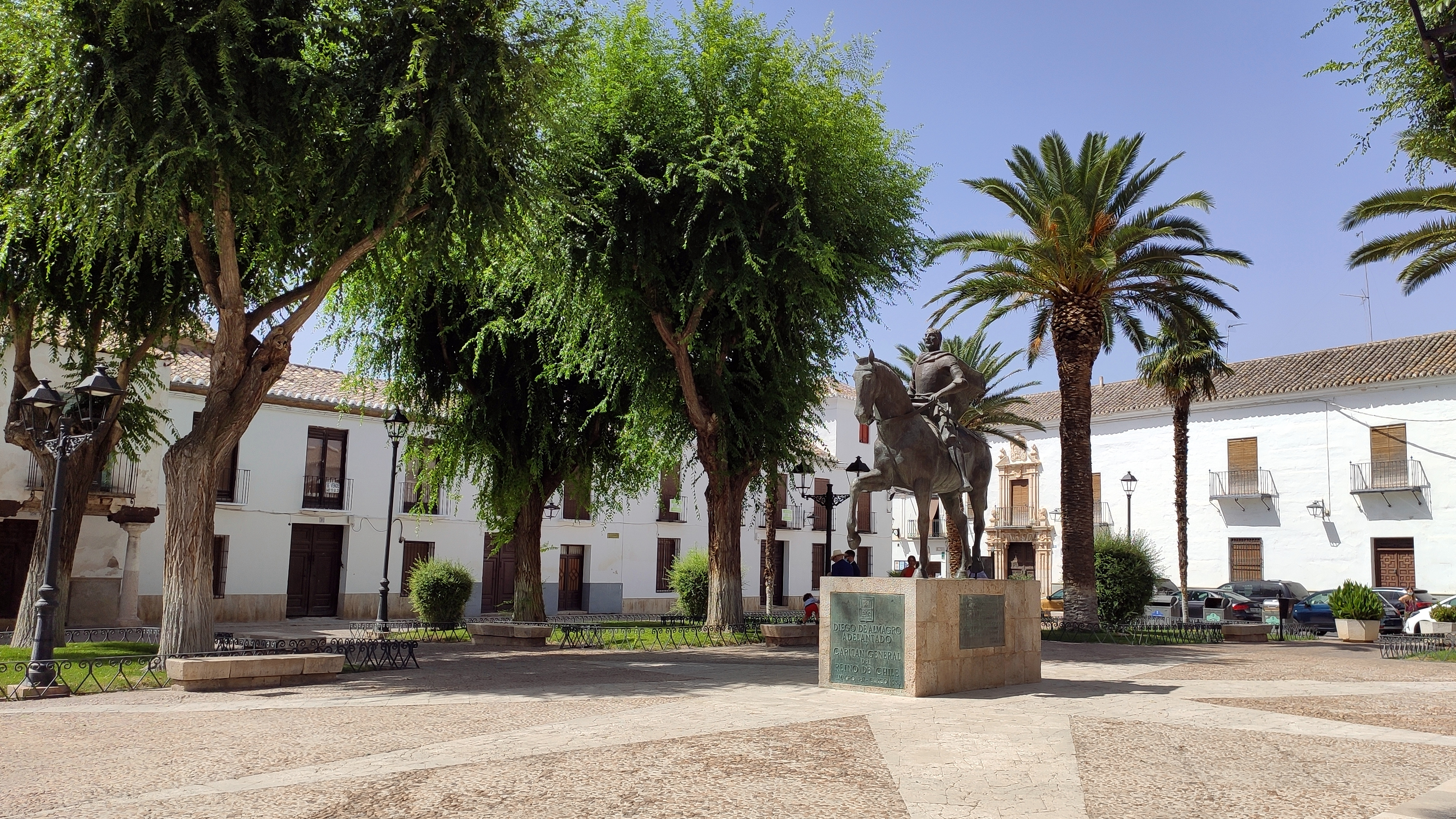
Reiterstandbild des berühmtesten Sohnes der Stadt – Diego de Almagro (1982)

Almagro (arabisch المغرة, DMG al-magra = „rote Tonerde“) ist eine zentralspanische Kleinstadt und eine Gemeinde (municipio) mit 9.049 Einwohnern (Stand: 2024) im Zentrum der Provinz Ciudad Real in der autonomen Region Kastilien-La Mancha. Bereits im Jahr 1972 wurde die historische Altstadt als Conjunto histórico-artístico eingestuft.

## Lage und Klima
Der Ort Almagro liegt in der weitgehend ebenen und wasserarmen Landschaft von La Mancha knapp 30 km (Fahrtstrecke) südöstlich der Provinzhauptstadt Ciudad Real bzw. ca. 200 km südlich von Madrid in einer Höhe von ca. 645 m. Das Klima ist gemäßigt bis heiß; der eher spärliche Regen (ca. 420 mm/Jahr) fällt – mit Ausnahme der zumeist eher trockenen Sommermonate – verteilt übers Jahr.

## Bevölkerungsentwicklung
| Jahr      | 1857   | 1900  | 1950  | 2000  | 2020  |
| Einwohner | 10.273 | 7.974 | 9.949 | 8.262 | 8.905 |

Trotz der Mechanisierung der Landwirtschaft, der Aufgabe bäuerlicher Kleinbetriebe („Höfesterben“) und dem daraus resultierenden Verlust von Arbeitsplätzen ist die Einwohnerzahl der Gemeinde in der zweiten Hälfte des 20. Jahrhunderts nur leicht gesunken.

## Wirtschaft
Wichtigste Produkte der Region waren und sind Getreide, Wein, Oliven und Mandeln. In geringem Umfang wurde früher auch Viehzucht (v. a. Schafe, Ziegen und Schweine) betrieben; Esel wurden als Tragtiere gehalten. Dieser Zustand änderte sich erst mit der Mechanisierung der Landwirtschaft und dem Ausbau der Infrastruktur im 20. Jahrhundert, zu der mittlerweile auch die Anschlüsse an die Autovía A-43 (ca. 10 km nördlich) und an die Schnellstraße CM-45 (ca. 3 km südlich) gehören. Seit den 1960er Jahren sind die Kleinstadt und ihre Umgebung in Spanien bekannt wegen ihrer – in der Regel konservierten – Auberginen, denen eine geschützte Herkunftsbezeichnung zuerkannt wurde (Berenjena de Almagro). Im Ort selbst haben sich Händler, Handwerker und Dienstleister aller Art angesiedelt.

## Geschichte
Wahrscheinlich war die Gegend schon in der Bronzezeit besiedelt; jedenfalls deuten einige Erdhügel (motillas) darauf hin. Aus römischer Zeit stammen einige verstreut gefundene Münzen; auch aus westgotischer Zeit sind Kleinfunde erhalten. Im 8. Jahrhundert drangen arabisch-maurische Heereseinheiten bis in den Norden der Iberischen Halbinsel vor. Im Zusammenhang mit der Rückeroberung (reconquista) Toledos (1085) fielen auch die etwas weiter südlich gelegenen Gebiete – darunter auch Almagro – in christliche Hand; der Ort wurde nach der Rückeroberung dem Calatravaorden übergeben und zu Beginn des 13. Jahrhunderts erhielt er etliche Privilegien (fueros). Im Jahr 1273 berief Alfons X. die kastilische Ständeversammlung (cortes) nach Almagro ein. Heinrich II. gewährte dem Ort im Jahr 1374 das Recht, zwei Mal pro Jahr größere Märkte (ferias) zu veranstalten. Im 16. und 17. Jahrhundert erlebte die nunmehr von einer Mauer (muralla) umgebene Stadt mit ihrer Seidenverarbeitung eine Blütezeit.

## Sehenswürdigkeiten
- Die Häuser und Straßen des Ortes sind weitgehend gleich gestaltet.
- Die riesige Plaza Mayor mit ihren Stützenhäusern (soportales) ist die bedeutendste Attraktion der Stadt. Sie wurde bereits im 13. Jahrhundert erbaut, doch stammt ihre Neugestaltung mit einheitlichen Fensterfassaden aus dem 17./18. Jahrhundert.[4]
- Das zweigeschossige Rathaus (ayuntamiento) wird überhöht von einem später hinzugefügten kleinen Uhrturm mit einem Glockenkäfig.
- Der Convento de la Asunción, ein ehemaliges Nonnenkloster des Calatravaordens aus dem 16. Jahrhundert, verfügt über einen sehenswerten, aber insgesamt eher strengen zweigeschossigen Renaissance-Kreuzgang (claustro).[5]
- Der Almacén de los Fúcares war eine Handelsniederlassung der Augsburger Kaufmannsfamilie Fugger aus dem 16. Jahrhundert mit einem doppelgeschossigen Innenhof (patio).[6]
- Der Corral de Comedias ist ein historischer Theaterbau aus dem 17. Jahrhundert. Er dient heute als  Schauplatz regelmäßig stattfindender internationaler Theaterfestivals.[7]
- Der Palacio de los Condes de Valdeparaíso ist ein sehenswerter Bau des 18. Jahrhunderts mit einem schönen Innenhof.
- Die dreischiffige Iglesia de la Madre de Dios ist eine Hallenkirche mit sternförmigen Rippengewölben.[8]
- Die Iglesia de San Blas, ein kleiner, aus unbearbeiteten Bruchsteinen errichteter Bau mit einem hübschen Renaissanceportal, geht noch auf die Aktivitäten der Fugger zurück.[9]
- Die zweitürmige Iglesia de San Bartolomé gehörte dem Jesuitenorden (Companía de Jesus).[10]
- Die mit deutlichen Anklängen an den Mudéjar-Stil erbaute Iglesia de San Agustín hat ein prächtiges Gewölbe.[11]

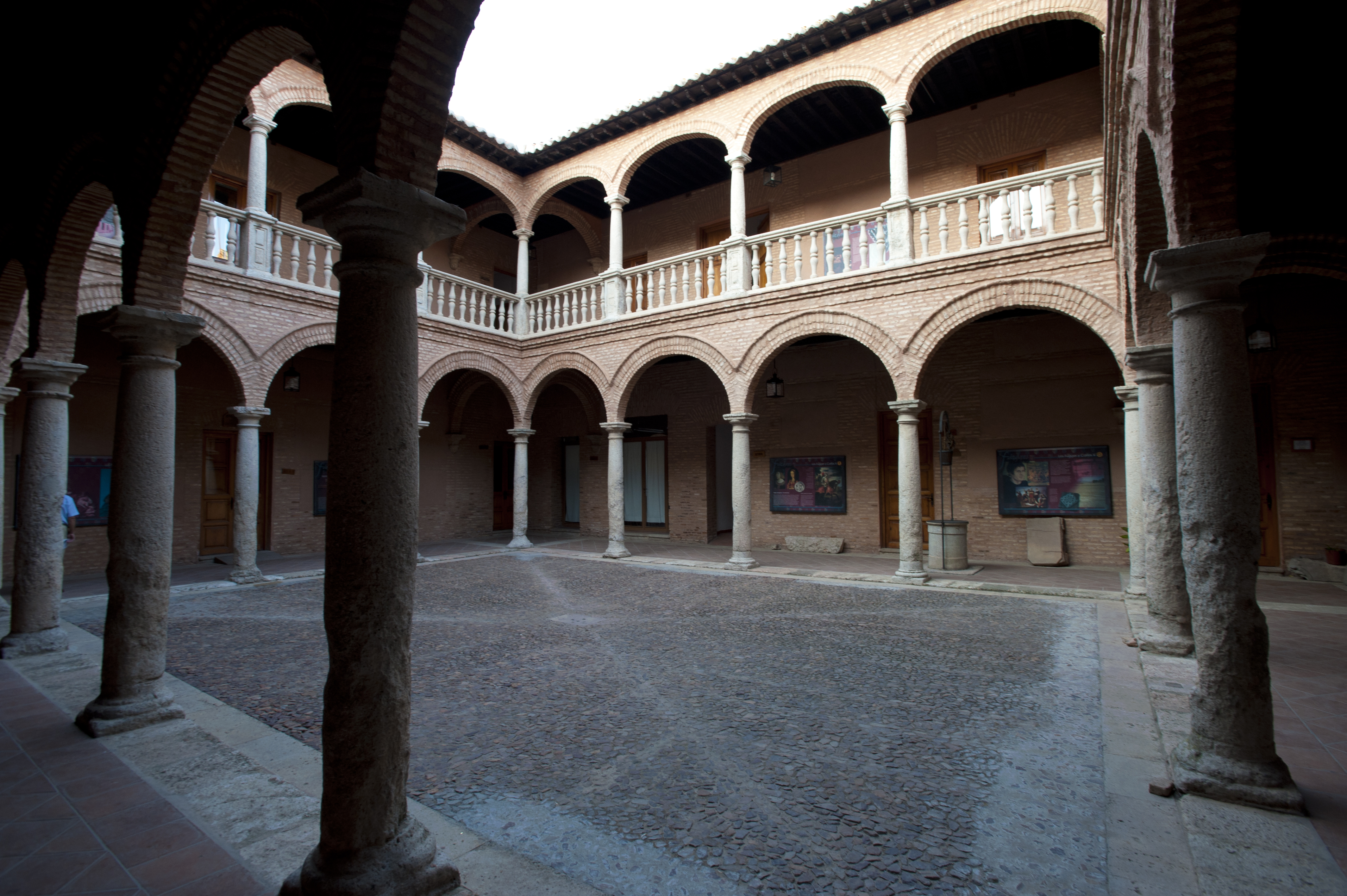
Patio de Fúcares
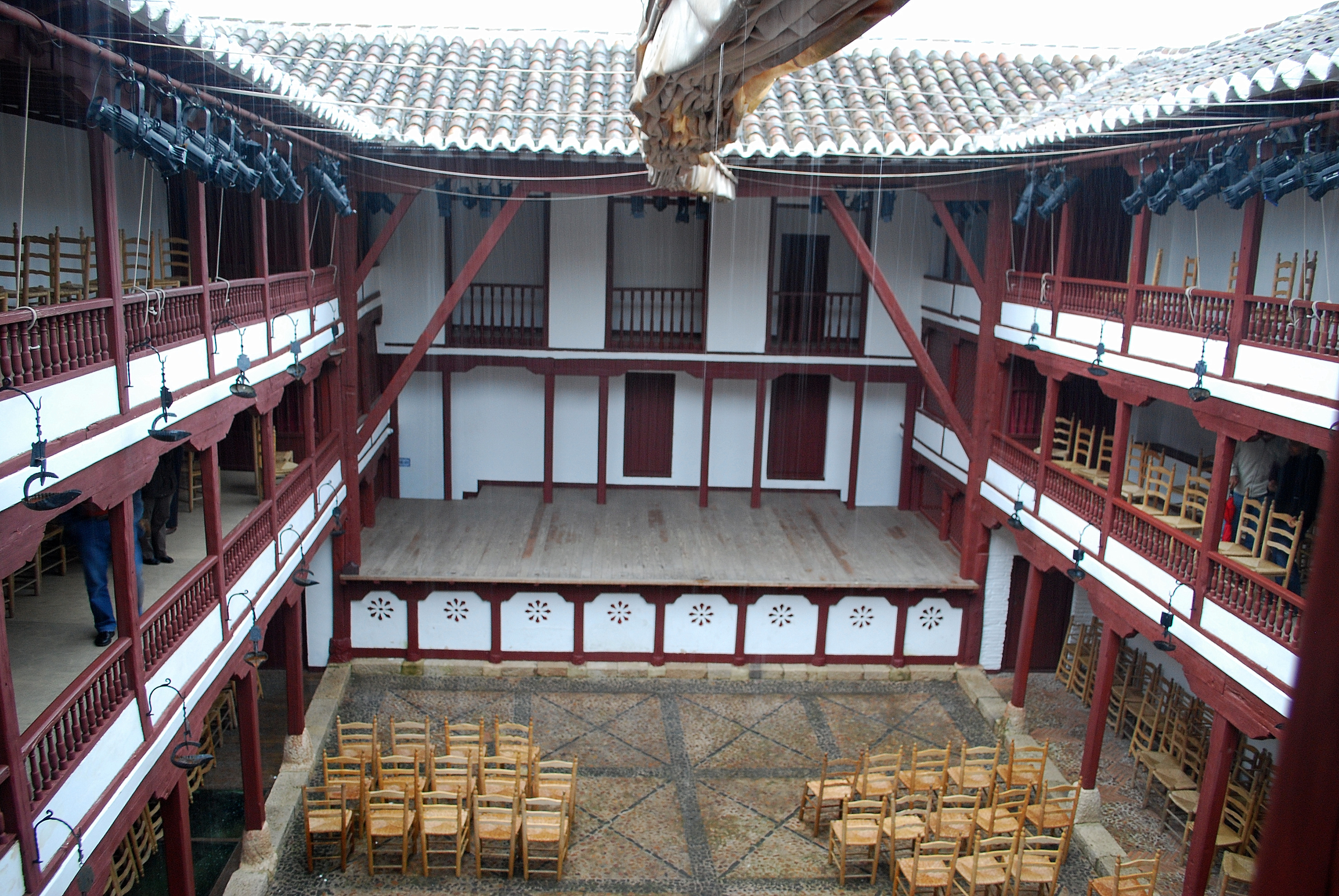
Corral de Comedias
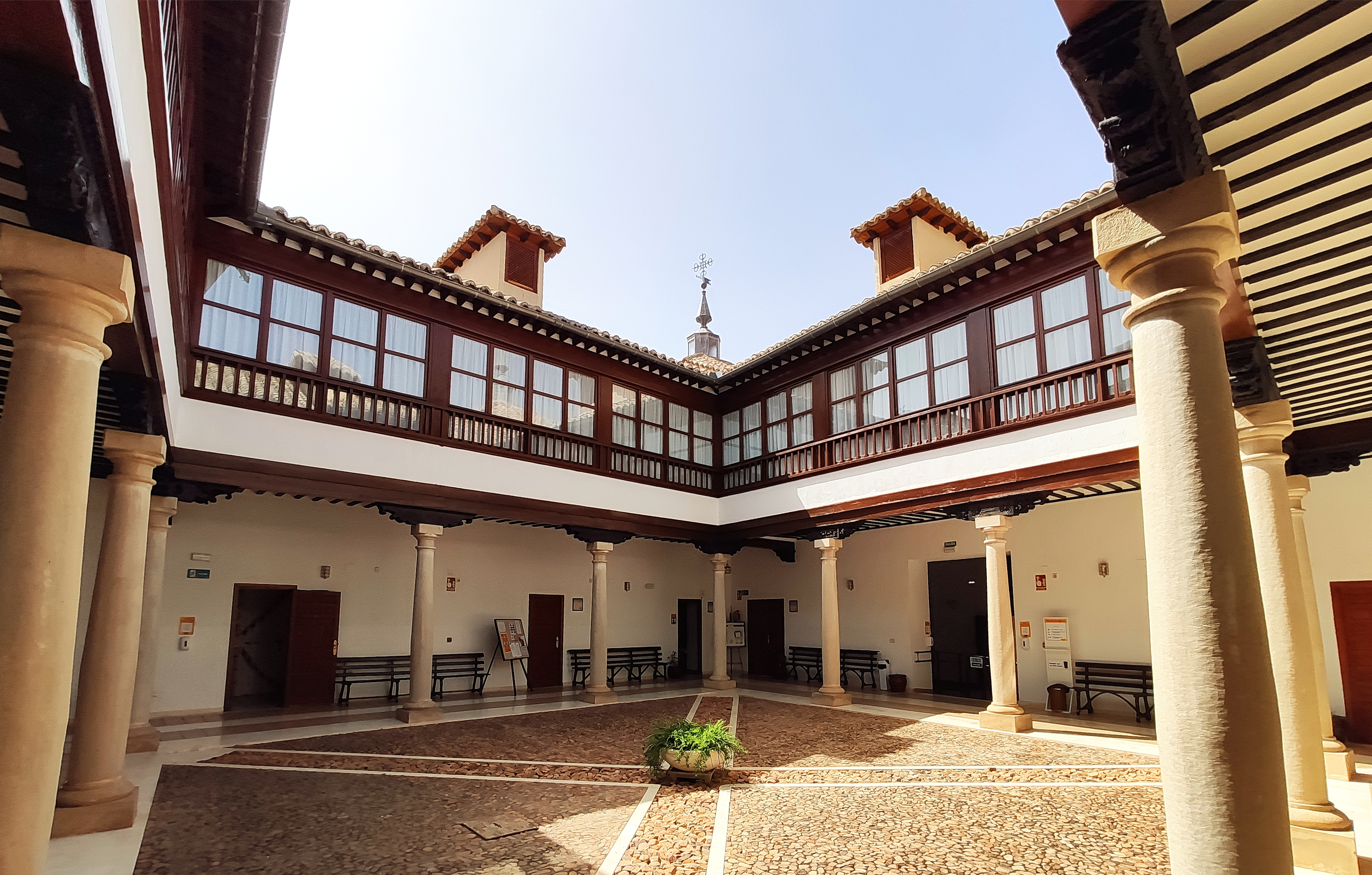
Palacio de los Condes de Valdeparaíso
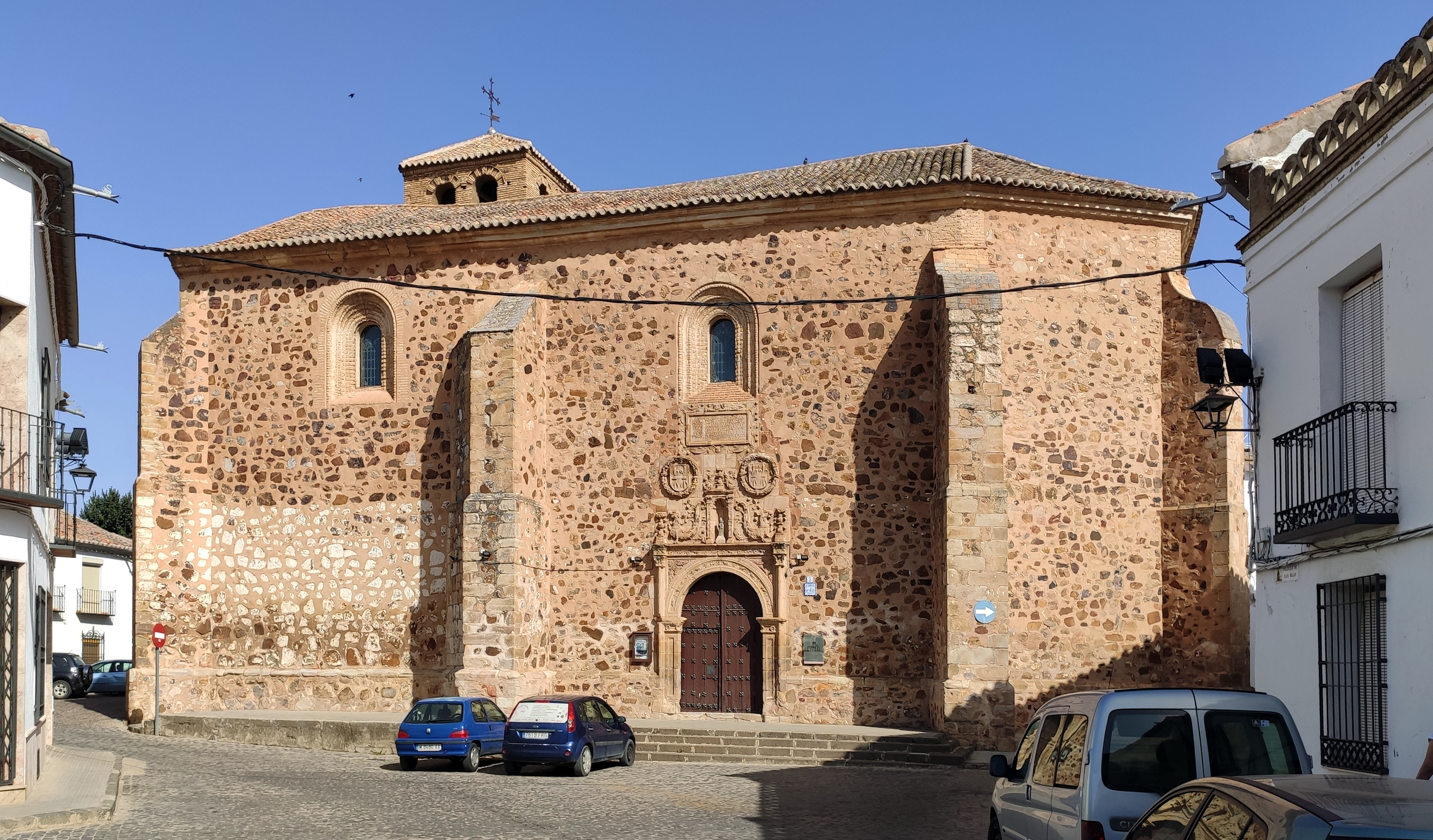
Iglesia de San Blas
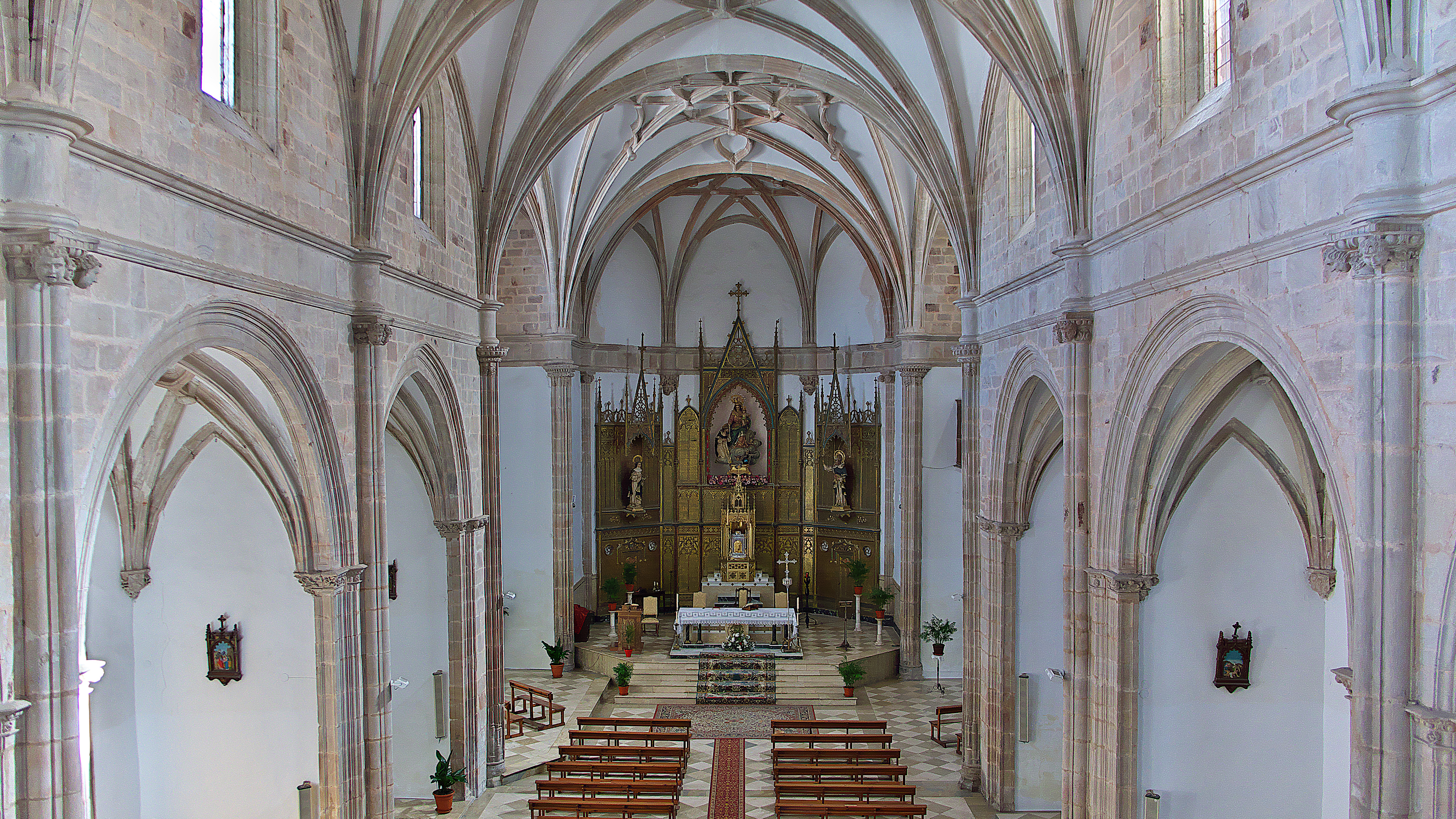
Kirche des Convento de la Asunción de Calatrava
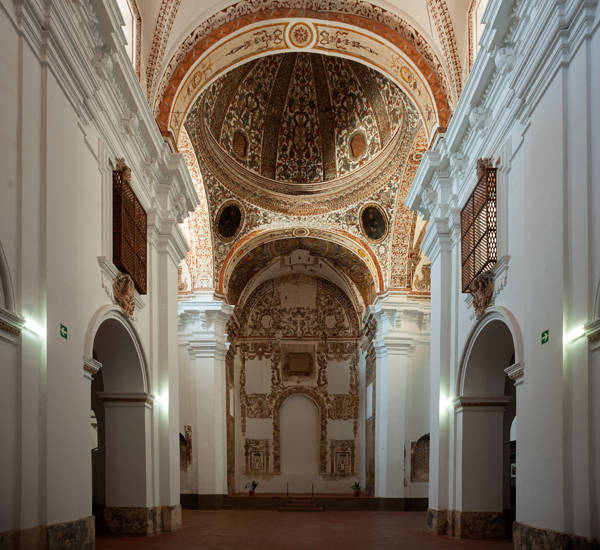
Iglesia de San Agustín

## Persönlichkeiten
- Diego de Almagro (um 1479–1538), Abenteurer und Konquistador
- Pedro de Camprobín (1605–1674), Maler

## Sonstiges
Zahlreiche Außenaufnahmen zu Pedro Almodóvars Film Volver – Zurückkehren entstanden in Almagro.